# Iran Airtour
Iran Airtour (auch Iran Air Tour, persisch ایران ایر تور) ist eine iranische Fluggesellschaft mit Sitz in Teheran und Basis auf dem Flughafen Maschhad. Sie ist ein Tochterunternehmen der Iran Air.

## Geschichte
Iran Airtour wurde 1973 gegründet, um den wachsenden touristischen Markt abzudecken, vor allem sollten Charterflüge durchgeführt werden. Sogar Touren um die ganze Welt wurden angeboten.
Nach vielen Unruhen, die durch die Revolution und den Irak-Krieg entstanden, wurde Anfang der 1990er-Jahre eine Umstrukturierung der Iran Airtour vorgenommen. Es wurden einige Tu-154M geleast, um auch auf den wachsenden Inlandsverkehr einzugehen.
Auf Grund der Embargos gegen die Islamische Republik Iran ist auch Iran Airtour nicht in der Lage, moderne Flugzeuge von europäischen und amerikanischen Herstellern wie Airbus oder Boeing zu bestellen. Erschwerend hinzu kommt, dass die iranischen Aufsichtsbehörden auf Grund von Sicherheitsbedenken im Februar 2011 eine Stilllegung aller im Iran betriebenen Tupolew Tu-154M angeordnet haben, von denen Iran Air Tours bis dahin zehn Exemplare betrieb. Die Gesellschaft beschaffte in der Folge ältere westliche Muster.

## Flugziele
Iran Airtour fliegt im Liniendienst die wichtigsten Städte innerhalb des Iran an, viele Flüge werden dabei in Zusammenarbeit mit Iran Air durchgeführt. Außerdem werden im Charterverkehr teils Ziele bis ins südliche Europa angeflogen.

## Flotte

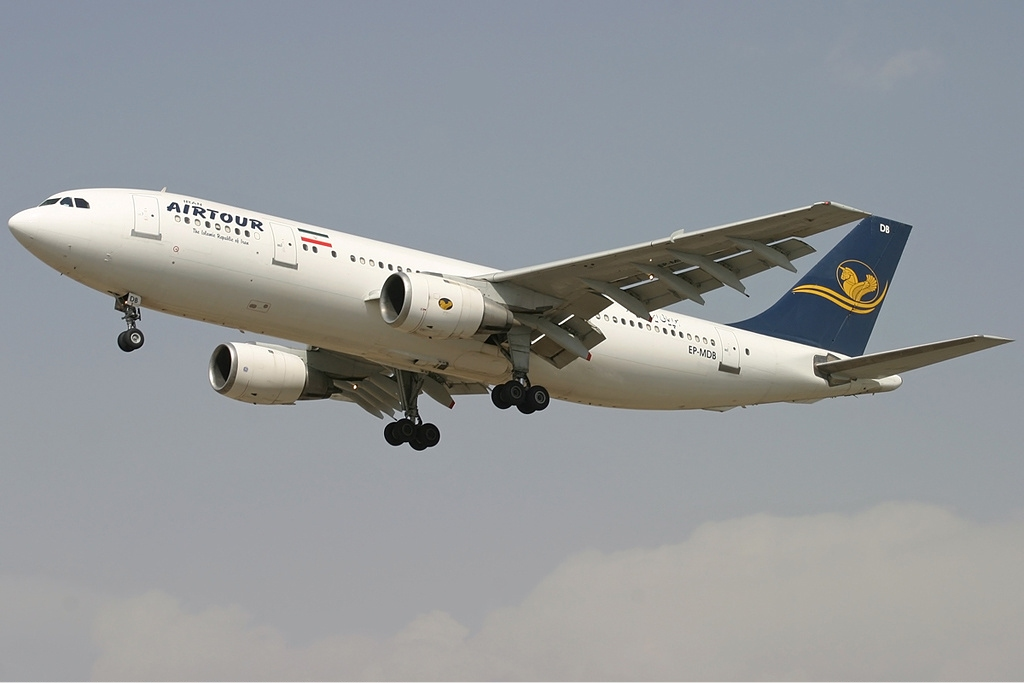
Airbus A300 der Iran Airtour

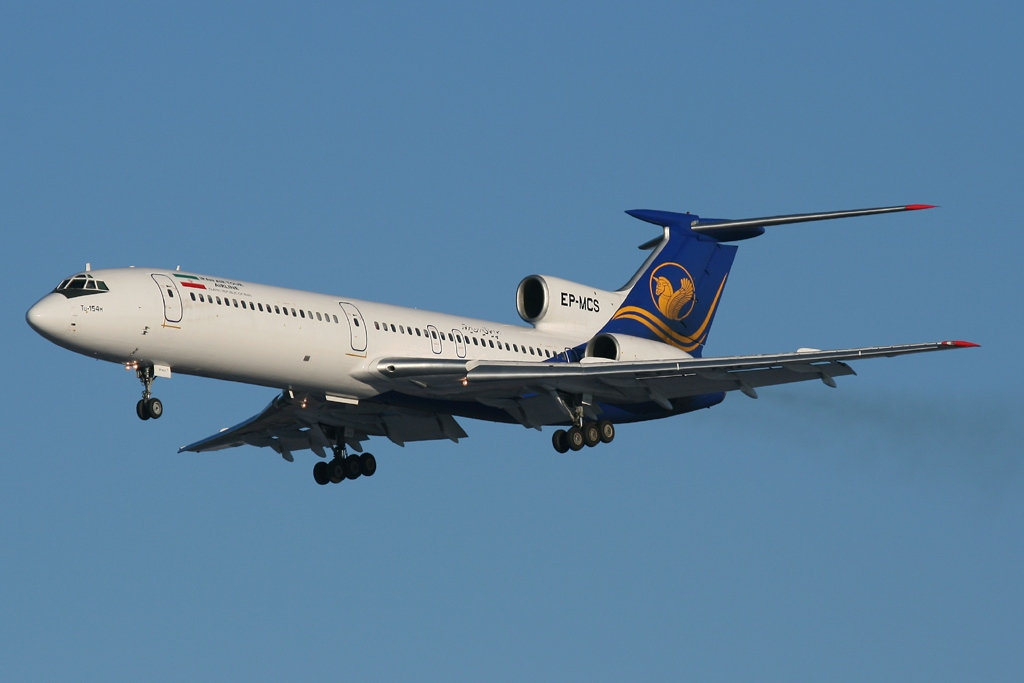
Tupolew Tu-154M der Iran Airtour

Mit Stand Juni 2024 besteht die Flotte der Iran Airtour aus 16 Flugzeugen mit einem Durchschnittsalter von 32,2 Jahren:
| Flugzeugtyp                | Anzahl | bestellt | Anmerkungen |
| -------------------------- | ------ | -------- | --- |
| Airbus A300-600            | 04     |          | ehemalige Maschinen der Lufthansa und von Emirates; wurden von Mahan Air übernommen                                     |
| Airbus A310-300            | 04     |          | |
| Airbus A320-200            | 01     |          | inaktiv |
| McDonnell Douglas MD-82    | 01     |          | inaktiv |
| McDonnell Douglas MD-83    | 01     |          | |
| SAIC MD-82                 | 04     |          | eine inaktiv; in China montierter Lizenzbau der McDonnell Douglas MD-82                                                 |
| McDonnell Douglas MD-87    | 01     |          | einzige Maschine des Typs MD-87 im Iran                                                                                 |
| Suchoi Superjet SSJ100-95R |        | 20       | „russifizierte“ Version mit 50–60 % Komponenten aus russischer Herstellung, anstatt den 70 % von westlichen Zulieferern |
| Gesamt                     | 16     | 20       | |

Am 22. Juni 2017 unterzeichnete Iran Airtour eine Absichtserklärung mit Airbus zum Kauf von 45 Airbus A320 Neo. Aufgrund der Erneuerung der Iran-Sanktionen im August 2018 ist dieses Geschäft hinfällig, ebenso wie die Flugzeugbestellungen anderer iranischer Fluggesellschaften bei Airbus.

## Zwischenfälle
Iran Airtour verzeichnet drei Zwischenfälle mit Todesopfern:
- Am 8. Februar 1993 stieß eine Tupolew Tu-154M auf einem Charterflug der Iran Airtour (EP-ITD) kurz nach dem Start vom Flughafen Teheran mit einer Suchoi Su-24 der Iranischen Luftwaffe zusammen, die gerade im Anflug war. Alle zwölf Besatzungsmitglieder und alle 119 Passagiere kamen ums Leben, außerdem die beiden Piloten des Kampfflugzeugs (siehe auch Flugzeugkollision bei Teheran 1993).[6]

- Am 12. Februar 2002 wurde eine Tupolew Tu-154M der Iran Airtour (EP-MBS) im Landeanflug auf Khorramabad gegen das Sefid Kouh Gebirge geflogen. Zu diesem Zeitpunkt herrschten vor Ort schlechte Sichtverhältnisse und starker Regen sowie Schnee. Bei dem Unfall kamen alle zwölf Besatzungsmitglieder und 107 Passagiere ums Leben (siehe auch Iran-Airtour-Flug 956).[7]

- Am 1. September 2006 ging eine Tupolew Tu-154M der Iran Airtour (EP-MCF) während der Landung um 13:45 Uhr in Maschhad in Flammen auf. Dabei kamen 29 Menschen zu Tode (siehe auch Iran-Airtour-Flug 945).[8][9]